# Oqtay Aghayev
Pour les articles homonymes, voir Aghayev.
Oqtay Cafar oghlu Aghayev (en azéri : Oqtay Cəfər oğlu Ağayev; né le 7 novembre 1934 à Bakou et mort le 14 novembre 2006 à Bakou) est un chanteur soviétique azerbaïdjanais.
En 1953, il entre au Collège de musique du nom d'Asaf Zeynalli. Son professeur était Sofya Ivanovna Khalfen. Elle enseigne à Oktay les secrets du chant.
Après son retour du service militaire, O. Aghayev poursuit ses études dans la classe de Firudin Mehdiyev. Firudin Mehdiyev est diplômé de la classe de l'immortel Bul-Bul au conservatoire et  enseigne au Collège de Musique. O. Aghayev travaille comme soliste dans les deux grands Pops Orchestra d'Azerbaïdjan. Jusqu'en 1970, il est soliste de l'Orchestre des variétés de la radio et de la télévision sous la direction de Rauf Hadjiyev, et jusqu'en 1984 sous la direction de Tofig Ahmadov. 
O. Aghayev effectue des tournées dans de nombreux pays étrangers (Algérie, Maroc, Pologne, Tchécoslovaquie, Bulgarie, Roumanie, etc.), dans toutes les républiques de l'ex-URSS, et donne 11 concerts au Palais du Kremlin.
O. Aghayev travaille également dans le cinéma. Il joue le rôle d'un agent de milice dans le film de Vagif Mustafayev "Le Japon et les Japonais". Il interprète des chansons dans "Trouver cette jeune fille", "Bataille dans la montagne" et d'autres films. Plus de 200 des chansons interprétées par lui sont enregistrées.
L'artiste populaire Ogtay Aghayev, qui souffre d'une maladie cardiovasculaire, décèdé le 14 novembre 2006. Une cérémonie d'adieu a lieu au Théâtre national de la chanson du nom de Rashid Behbudov .